# Metaphidippus gratus
Metaphidippus gratus är en spindelart som beskrevs av Bryant 1948. Metaphidippus gratus ingår i släktet Metaphidippus och familjen hoppspindlar. Inga underarter finns listade i Catalogue of Life.